# David J. Russell
David John Russell (nascido em 2 de maio de 1954) é um jogador inglês de golfe profissional que atualmente disputa o Circuito Europeu dos Veteranos [en]. É bicampeão do European Tour.

## Títulos

### European Tour (2)
| N.º | Data                | Torneio                     | Pontuação             | Margem    | Vice-campeão |
| --- | ------------------- | --------------------------- | --------------------- | --------- | ------------ |
| 1   | 12 de maio de 1985  | Car Care Plan International | +1 (71-67-68-71=277)  | 1 tacada  | Carl Mason   |
| 2   | 21 de junho de 1992 | Lyon Open V33               | –21 (68-66-67-66=267) | 6 tacadas | Brett Ogle   |